# Levure sauvage
 (octobre 2024).
Si vous disposez d'ouvrages ou d'articles de référence ou si vous connaissez des sites web de qualité traitant du thème abordé ici, merci de compléter l'article en donnant les références utiles à sa vérifiabilité et en les liant à la section « Notes et références ».
La levure sauvage est un ensemble de levures qui se situent naturellement dans l'air. Elles sont utilisées dans les bières de fermentation spontanée comme le lambic.
Du moût est laissé à l'air libre pour capturer cette levure et ainsi obtenir des bières particulières. 